# شوتا ایمای
شوتا ایمای (انگلیسی: Shota Imai؛ زادهٔ ۱۶ ژوئیهٔ ۱۹۸۴) بازیکن فوتبال اهل ژاپن است.
از باشگاه‌هایی که در آن بازی کرده‌است می‌توان به باشگاه فوتبال ماتسوموتو یاماگا اشاره کرد.